# Virilis Tesserae
Le Virilis Tesserae sono una struttura geologica della superficie di Venere.